# Awgu
Awgu É a sede da área do governo local de Awgu (LGA) no Enugu (estado), Nigéria e a sede da [Diocese Católica Romana de Awgu|Diocese Católica de Awgu]]. A Catedral Católica é dito que lembra uma nave espacial quando vista com Google Earth. A cidade também é o Centro de Treinamento de Orientação para membros do corpo de Serviço Juvenil Nacional postado no Estado de Enugu. Geograficamente, o Awgu LGA está localizado aproximadamente entre as latitudes 06 00' e 06 19' Norte do Equador e longitudes 07 23' e 07 35' a leste do Meridiano de Greenwich. Awgu LGA é delimitada no norte por Udi e  Nkanu West LGAs, no oeste por Oji River LGA e compartilha fronteira com Isochi LGA de Abia (estado) no sul.

## História
O atual Awgu LGA foi criado a partir da maior área do governo local de Awgu, que incluiu Aninri e Oji River Áreas do governo local. Tem uma população de 390 681, de acordo com o recenseamento de 2006. Fora isso, 95, 421 são do sexo masculino, enquanto 102, 713 são do sexo feminino. A distribuição da população é desigual; algumas áreas são densamente povoadas, enquanto muitas outras áreas são praticamente inabitáveis. A maioria da população se instala no sopé das colinas devido à dificuldade colocada pelo terreno acidentado e porque as terras baixas têm um solo mais rico que favorece um melhor rendimento das culturas. Um estudo de Mozie, Arinze T. no Departamento de Geografia da Universidade da Nigéria, descobriu que o padrão de assentamento nas colinas está agrupado com um índice de vizinhança mais próximo de 0,82, enquanto o padrão de assentamento na área das terras baixas é disperso com um índice vizinho mais próximo de 1,72
As outras vilas na área do governo local de Awgu são: Abogugu, Isu-Auá, Itucu, Ihe, Obacu, Oueli, Ogugu, Abudu, Amoli, Mmaku, Ubô, Obeagu, Mbidi, Uguemê, Nkwe, Ezerê, Augu, Nenuenta, Augunta e Mbouô

## Geografia
Awgu é marcado por extensas colinas, especialmente no flanco ocidental e nas terras baixas no lado leste. Estas colinas têm encostas íngremes e podem atingir uma altitude de cerca de 350 a 400 metros acima do nível do mar, com um ângulo de inclinação médio de 15o e uma classe modal de 11o.  A área é marcada por xistos, arenitos e escarpa. A formação de Awgu é composta por azulado e cinza, xistos bem acomodados que são ocasionalmente Intercalados com arenitos calcários e calcário cheio de conchas. Além disso, estão disponíveis grãos finos, granulados, arenitos maciços, localmente (cross-bedded) com alguns leitos de cascalho e bandas subordinadas de siltstone e xisto carbonoso estão presentes. A formação de Awgu é a mais nova da sequência dobrada na Ibolândia (Sudoeste da Nigéria).
Awgu é drenada principalmente por molas em forma de dedo sazonais e riachos. Eles secam durante a estação seca (novembro-março) e produzem mais água na estação úmida (abril a outubro). A maioria dos fluxos obtém a sua fonte do topo das colinas e flui para baixo. Na estação chuvosa, os cursos secundários são coletados pelas correntes, aumentando assim o volume e a velocidade. Devido à natureza lamacenta dos canais de córregos, a água geralmente é colorida após o aguaceiro pesado. Os córregos carregam muitos detritos à medida que fluem de sua fonte (colina superior) para as áreas de assentamento abaixo do monte (curso inferior). A carga da corrente (detritos) torna a água suja, portanto, não é adequada para uso doméstico. Muitas pessoas que residem no curso mais baixo dos córregos são afetadas e eles precisam percorrer o curso médio (pé das colinas) para coletar água. A área fica dentro da Guiné Zona de vegetação de savana. A vegetação na área de estudo varia com a topografia. A vegetação natural é mais densa no vale e esparsa no topo das colinas. Graminóides cobrem a área enquanto as árvores são dominantes na planície. A face superior e inclinada das colinas está mais coberta por gramíneas como Andropogon gayanus, Ctenium spp, Hyparrhenia barteri etc. As espécies de árvores comuns encontradas são "Isoberlina doka, Anona senegalensis", etc. Este padrão de vegetação foi atribuído a relativa secura durante a estação seca, condições favoráveis do solo e interferência humana na queima de mato. Nas colinas, os locais quebrados têm árvores dominando em colônias e que essas colônias em locais quebrados são caracterizados por solos favoráveis e capacidade de retenção de água do solo.
A principal atividade econômica para a maioria da população é a agricultura de subsistência e culturas como a mandioca, inhame, cocoyam, vegetais, milho, etc. são cultivadas. Arbustos javali, uma policultura e agricultura itinerante são algumas de suas práticas agrícolas. A criação de gado também é comum entre algumas pessoas. Extração de palmeiras e pedreiras são outras atividades econômicas também realizadas em Awgu. O principal mercado da Awgu LGA é o mercado Oye. Vários produtos agrícolas são comercializados no mercado por atacado e varejo a cada quatro dias. Muitas das pessoas que tomam seu produtos agrícolas para vender no mercado em troca de outras mercadorias que não podem produzir. Pessoas de Nkanu e Enugu urbanas também patrocinam os comerciantes neste mercado, especialmente para mandioca e vegetais.